# Музей Чернуски

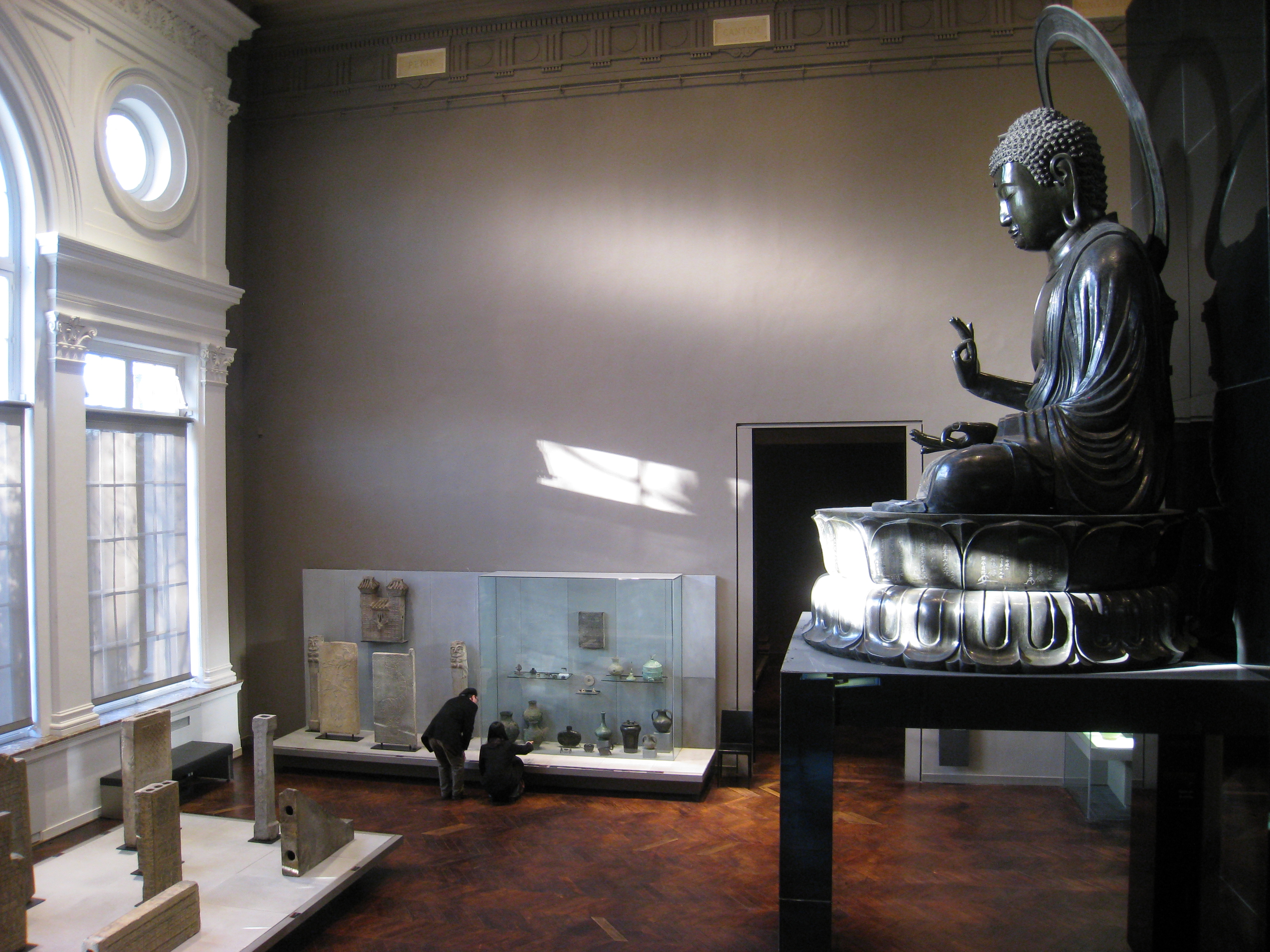
В залах музея Чернуски

Музей Чернуски — один из самых старых музеев Парижа, основан в 1898 году финансистом Анри Чернуски. Второй (после музея Гиме) музей восточных искусств Франции с 12 500 предметами, включёнными в коллекцию музея. Пятая по размеру коллекция китайского искусства в Европе.
Музей находится в 8-м округе Парижа, рядом с парком Монсо, ближайшие станции метро — Villiers и Monceau. Музей занимает здание, специально построенное для своей коллекции основателем музея, финансистом Анри Чернуски.

## Коллекция
Центром экспозиции является бронзовая статуя Будды из Мэгуро (район в Японии), купленная Чернуски во время его путешествия в Японию.
Среди 900 выставленных в музее объектов следует особо отметить следующие:
- уникальная коллекция бронзовых изделий архаичного периода (XV век до н. э. — III век н. э.)
- предметы искусства эпохи Хань
- погребальные статуи эпохи династии Вэй и Суй
- произведения искусства эпохи Тан
- керамика от эпохи Тан до эпохи Сун
- коллекция редких ювелирных изделий эпохи Ляо
- эстампы

Помимо богатейшей коллекции китайского искусства, музей содержит также предметы японской и корейской культур.